# Карло Азінарі
Карло Азінарі (італ. Carlo Asinari, 3 листопада 1884 — 17 травня 1962) — італійський вершник.
Бронзовий призер Олімпійських Ігор 1920 року в командному конкурі.